# تباعد كولباك وليبلير
في الاحصاء الرياضي ، فإن تباعد كولباك - ليبلير (وتسمى أيضا الانتروبية النسبية) (بالإنجليزية: Kullback–Leibler divergence) هو مقياس لمدى اختلاف توزيع احتمالي واحد عن توزيع احتمالي مرجعي آخر. تتضمن تطبيقات تباعد كولباك - ليبلير توصيف اعتلاج شانون (Shannon) النسبي في نظم المعلومات، والعشوائية في السلاسل الزمنية المستمرة، واكتساب المعلومات عند مقارنة النماذج الإحصائية للاستدلال. على النقيض من تباين المعلومات، فإن تباعد كولباك - ليبلير هو مقياس غير متساوي من حيث التوزيع وبالتالي فهو غير مؤهل كمقياس إحصائي للانتشار. في الحالة البسيطة، يشير تباعد كولباك - ليبلير ذو القيمة 0 إلى أن التوزيعتين المعنيتين متطابقتان. وهو يبقى مقياس مهم بالنسبة لتطبيقات عديدة مثل الإحصاءات التطبيقية، ميكانيكا الموائع، علم الأعصاب والتعلم الآلي .

## أصل الكلمة
تم تقديم تباعد كولباك - ليبلير بواسطة سولومون كولباك (Solomon Kullback) وريتشارد ليبلير (Richard Leibler) في عام 1951 باعتباره اختلافاً موجهاً بين توزيعتين؛ يفضل كولباك مصطلح معلومات التمييز. وقد تمت مناقشة الاختلاف في كتاب كولباك لعام 1959 ، نظرية المعلومات والإحصاء .